# Sauvagine
Sauvagine là một protein có chức năng như một neuropeptide. Nó có chiều dài 40 amino acid, và có trình tự XGPPISIDLSLELLRKMIEIEKQEKEKQQAANNRLLLDTI-NH2, với sự điều chỉnh axit carboxylic pyrrolidone ở đầu N và đầu nối của c. Ban đầu nó được phân lập từ da của ếch Phyllomedusa sauvagei, nhưng đã được đưa ra giả thuyết là được sản xuất nội sinh bởi động vật có vú, vì nó tạo ra tác dụng sinh lý tương tự như neuropeptide nội sinh như hormone giải phóng corticotropin.
Sauvagine thuộc họ yếu tố giải phóng corticotropin (CRF) cũng bao gồm CRF, urotensin I, urocortin, urocortin II và urocortin III.

## Tương tác
Sauvagine đã được chứng minh là tương tác với các thụ thể hoóc môn giải phóng corticotropin 1 và 2.